# Dommartin-aux-Bois
Dommartin-aux-Bois är en kommun i departementet Vosges i regionen Grand Est (tidigare regionen Lorraine) i nordöstra Frankrike. Kommunen ligger i kantonen Épinal-Ouest som tillhör arrondissementet Épinal. År 2022 hade Dommartin-aux-Bois 399 invånare.

## Befolkningsutveckling
Antalet invånare i kommunen Dommartin-aux-Bois
| Referens: INSEE |